# Филип ди Плеси
Филип ди Плеси (фр. Philippe du Plaissis) је био тринаести велики мајстор витезова темплара. 

## Младост и приступање реду
Рођен је 1165. у Француској. Као обичан витез придружио се крсташима током Трећег крсташког рата 1189. Доласком у Свету земљу приступио је реду. За великог мајстора изабран је 1201. неколико месеци након смрти Жилбер Орала. 

## Велики мајстор
Као вођа реда наставио је политику коју је водио његов претходник, залагао се за примирје које су постигли енлески краљ Ричард Лавље Срце и Саладин. Плеси је предлагао и Хоспиталицма да направе нове мировне споразуме са Саладиновим наследницима. Овакви поступци водили су у нови сукоб са Римом тако да је Папа Иноћентије III претио да ће Темпларе прогласити отпадницима. Током његовог мандата витезови су ретко учествовали у сукобима. Четврти крсташки рат је уместо нападом на Египат кулминирао нападом и потпуним разарањем Цариграда што је помогло Филипу да задржи добре односе са муслиманима.

## Интервенције Папе
Озбиљнија криза десила се током сукоба са немачким краљем у вези тврђаве (енгл. Gastein) што је довело до истеривања Темплара из Немачке. Сукоб је попримио велике размере и Папа је морао да интервенише, пресудио је у корист реда који је потом повратио неке од својих одузетих поседа. Папи је честе главобоље задавао и однос Темплара са Хоспиталцима, ово су такође били сукоби у којима је морао да учествује у циљу решавања проблема. Како је Папа пресуђивао у корист Хоспиталаца Темпларима се чинило да Рим исувише лако одбацује њихове интересе што лагано доводи до периода међусобног неповерења. Ред је за време владавине Филипа де Плесиса достигао врхунац свог развоја у Европи. Велики мајстор умире 12. новембра 1209. На челу реда наследио га је Гијом де Шартре.